# Alexander Djiku
Alexander Kwabena Baidoo Djiku (ur. 9 sierpnia 1994 w Montpellier) – ghański piłkarz francuskiego pochodzenia, grający na pozycji środkowego obrońcy w tureckim klubie Fenerbahçe oraz w reprezentacji Ghany. Uczestnik Mistrzostw Świata 2022.

## Kariera klubowa

### SC Bastia II
Djiku zadebiutował w rezerwach SC Bastii 26 sierpnia 2012 w starciu z Levallois SC (wyg. 2:3). Łącznie dla drugiej drużyny SC Bastii Djiku rozegrał 46 meczów nie strzelając żadnego gola. 

### SC Bastia
Dijku zaliczył debiut dla pierwszej drużyny SC Bastii 3 grudnia 2014 w przegranym 1:2 spotkaniu przeciwko Evian Thonon Gaillard FC. Pierwszego gola strzelił 21 grudnia 2017 w meczu z Olympique Marsylia (przeg. 1:2). Ostatecznie w barwach SC Bastii Djiku wystąpił 51 razy zdobywając jedną bramkę.

### SM Caen
Djiku przeniósł się do SM Caen 11 lipca 2017 za 1,8 mln €. Zadebiutował dla nich 5 sierpnia 2017 w meczu z Montpellier HSC (przeg. 1:0). Pierwszą bramkę zdobył 20 kwietnia 2019 w wygranym 0:1 spotkaniu przeciwko OGC Nice. Łącznie dla SM Caen Djiku rozegrał 68 meczów strzelając jednego gola.

### RC Strasbourg
Djiku przeszedł do RC Strasbourg 3 lipca 2019. Debiut dla nich zaliczył 25 lipca 2019 w wygranym 3:1 spotkaniu kwalifikacji do Ligi Europy przeciwko Maccabi Hajfa. Pierwszego gola strzelił 18 stycznia 2020 w meczu Pucharu Francji z Angoulême CFC (wyg. 1:5). Ostatecznie w barwach RC Strasbourg Djiku wystąpił 127 razy zdobywając 4 gole.

### Fenerbahçe
Djiku trafił do Fenerbahçe 10 lipca 2023 za darmo. Zadebiutował dla nich 26 lipca 2023 w meczu kwalifikacji do Ligi Konferencji Europy z Zimbru Kiszyniów (wyg. 5:0). Pierwszą bramkę zdobył 28 września 2023 w wygranym 4:0 spotkaniu przeciwko İstanbulowi Başakşehir.

## Kariera reprezentacyjna

### Ghana
Djiku zadebiutował w reprezentacji Ghany 9 października 2020 w towarzyskim meczu z Mali (wyg. 3:0). Został powołany na Puchar Narodów Afryki 2021. Wystąpił tam we wszystkich trzech meczach grupowych przeciwko kolejno: Maroku (przeg. 0:1), Gabonowi (1:1) i Komorom (przeg. 2:3), z którymi zdobył swoją pierwszą bramkę. Był jednym z członków kadry Ghany na Mistrzostwach Świata 2022. Wystąpił na nich w dwóch meczach: przeciwko Portugalii (przeg. 2:3) i z Koreą Południową (wyg. 3:2). Otrzymał również powołanie na Puchar Narodów Afryki 2023.

## Statystyki

### Klubowe
(aktualne na dzień 4 stycznia 2024)
| Klub               | Sezon              | Liga                   | Liga  | Liga   | Puchar kraju | Puchar kraju | Puchar ligi | Puchar ligi | Europa | Europa | Suma  | Suma   |
| Klub               | Sezon              | Liga                   | Mecze | Bramki | Mecze        | Bramki       | Mecze       | Bramki      | Mecze  | Bramki | Mecze | Bramki |
| ------------------ | ------------------ | ---------------------- | ----- | ------ | ------------ | ------------ | ----------- | ----------- | ------ | ------ | ----- | ------ |
| SC Bastia II       | 2012/13            | Championnat National 3 | 14    | 0      | 0            | 0            | –           | –           | –      | –      | 14    | 0      |
| SC Bastia II       | 2013/14            | Championnat National 3 | 14    | 0      | 0            | 0            | –           | –           | –      | –      | 14    | 0      |
| SC Bastia II       | 2014/15            | Championnat National 3 | 16    | 0      | 0            | 0            | –           | –           | –      | –      | 16    | 0      |
| SC Bastia II       | 2015/16            | Championnat National 3 | 1     | 0      | 0            | 0            | –           | –           | –      | –      | 1     | 0      |
| SC Bastia II       | 2016/17            | Championnat National 3 | 1     | 0      | 0            | 0            | –           | –           | –      | –      | 1     | 0      |
| SC Bastia II       | Ogólnie            | Ogólnie                | 46    | 0      | 0            | 0            | 0           | 0           | 0      | 0      | 46    | 0      |
| SC Bastia          | 2012/13            | Ligue 1                | 0     | 0      | 0            | 0            | 0           | 0           | –      | –      | 0     | 0      |
| SC Bastia          | 2013/14            | Ligue 1                | 0     | 0      | 0            | 0            | 1           | 0           | –      | –      | 1     | 0      |
| SC Bastia          | 2014/15            | Ligue 1                | 2     | 0      | 1            | 0            | 2           | 0           | –      | –      | 5     | 0      |
| SC Bastia          | 2015/16            | Ligue 1                | 20    | 0      | 1            | 0            | 0           | 0           | –      | –      | 21    | 0      |
| SC Bastia          | 2016/17            | Ligue 1                | 23    | 1      | 1            | 0            | 0           | 0           | –      | –      | 24    | 1      |
| SC Bastia          | Ogólnie            | Ogólnie                | 45    | 1      | 3            | 0            | 3           | 0           | 0      | 0      | 51    | 1      |
| SM Caen            | 2017/18            | Ligue 1                | 28    | 0      | 4            | 0            | 1           | 0           | –      | –      | 33    | 0      |
| SM Caen            | 2018/19            | Ligue 1                | 31    | 1      | 3            | 0            | 1           | 0           | –      | –      | 35    | 0      |
| SM Caen            | Ogólnie            | Ogólnie                | 59    | 1      | 7            | 0            | 2           | 0           | 0      | 0      | 68    | 1      |
| RC Strasbourg      | 2019/20            | Ligue 1                | 25    | 1      | 2            | 1            | 2           | 0           | 5      | 0      | 34    | 1      |
| RC Strasbourg      | 2020/21            | Ligue 1                | 30    | 0      | 0            | 0            | –           | –           | –      | –      | 31    | 1      |
| RC Strasbourg      | 2021/22            | Ligue 1                | 31    | 1      | 2            | 0            | –           | –           | –      | –      | 33    | 1      |
| RC Strasbourg      | 2022/23            | Ligue 1                | 31    | 1      | 0            | 0            | –           | –           | –      | –      | 31    | 1      |
| RC Strasbourg      | Ogólnie            | Ogólnie                | 117   | 3      | 4            | 1            | 2           | 0           | 5      | 0      | 127   | 4      |
| Fenerbahçe         | 2023/24            | Süper Lig              | 12    | 1      | 0            | 0            | –           | –           | 8      | 0      | 20    | 1      |
| Fenerbahçe         | Ogólnie            | Ogólnie                | 12    | 1      | 0            | 0            | 0           | 0           | 13     | 0      | 20    | 1      |
| Ogólnie w karierze | Ogólnie w karierze | Ogólnie w karierze     | 279   | 6      | 14           | 1            | 7           | 0           | 13     | 0      | 312   | 7      |

### Reprezentacyjne
(aktualne na dzień 4 stycznia 2024)
| Reprezentacja      | Rok                | Mecze | Bramki |
| ------------------ | ------------------ | ----- | ------ |
| Ghana              | 2020               | 4     | 0      |
| Ghana              | 2021               | 7     | 0      |
| Ghana              | 2022               | 9     | 1      |
| Ghana              | 2023               | 3     | 0      |
| Ogólnie            | Ogólnie            | 23    | 1      |
| Ogólnie w karierze | Ogólnie w karierze | 23    | 1      |

| Mecze i gole w reprezentacji | Mecze i gole w reprezentacji | Mecze i gole w reprezentacji | Mecze i gole w reprezentacji | Mecze i gole w reprezentacji | Mecze i gole w reprezentacji | Mecze i gole w reprezentacji | Mecze i gole w reprezentacji              |
| Ghana                        | Ghana                        | Ghana                        | Ghana                        | Ghana                        | Ghana                        | Ghana                        | Ghana                                     |
| Lp.                          | Data                         | Miejsce                      | Gospodarz                    | Gość                         | Wynik                        | Gol                          | Rozgrywki                                 |
| ---------------------------- | ---------------------------- | ---------------------------- | ---------------------------- | ---------------------------- | ---------------------------- | ---------------------------- | ----------------------------------------- |
| 1.                           | 09.10.2020                   | Manavgat                     | Mali                         | Ghana                        | 3:0                          |                              | Mecz towarzyski                           |
| 2.                           | 12.10.2020                   | Aksu                         | Ghana                        | Katar                        | 5:1                          |                              | Mecz towarzyski                           |
| 3.                           | 12.11.2020                   | Cape Coast                   | Ghana                        | Sudan                        | 2:0                          |                              | Puchar Narodów Afryki 2021 – kwalifikacje |
| 4.                           | 17.11.2020                   | Omdurman                     | Sudan                        | Ghana                        | 1:0                          |                              | Puchar Narodów Afryki 2021 – kwalifikacje |
| 5.                           | 08.06.2021                   | Rabat                        | Maroko                       | Ghana                        | 1:0                          |                              | Mecz towarzyski                           |
| 6.                           | 12.06.2021                   | Cape Coast                   | Ghana                        | Wybrzeże Kości Słoniowej     | 0:0                          |                              | Mecz towarzyski                           |
| 7.                           | 03.09.2021                   | Cape Coast                   | Ghana                        | Etiopia                      | 1:0                          |                              | Mistrzostwa Świata 2022 – eliminacje      |
| 8.                           | 06.09.2021                   | Johannesburg                 | Południowa Afryka            | Ghana                        | 1:0                          |                              | Mistrzostwa Świata 2022 – eliminacje      |
| 9.                           | 09.10.2021                   | Cape Coast                   | Ghana                        | Zimbabwe                     | 3:1                          |                              | Mistrzostwa Świata 2022 – eliminacje      |
| 10.                          | 12.10.2021                   | Harare                       | Zimbabwe                     | Ghana                        | 0:1                          |                              | Mistrzostwa Świata 2022 – eliminacje      |
| 11.                          | 14.11.2021                   | Cape Coast                   | Ghana                        | Południowa Afryka            | 1:0                          |                              | Mistrzostwa Świata 2022 – eliminacje      |
| 12.                          | 05.01.2022                   | Ar-Rajjan                    | Algieria                     | Ghana                        | 3:0                          |                              | Mecz towarzyski                           |
| 13.                          | 10.01.2022                   | Jaunde                       | Maroko                       | Ghana                        | 1:0                          |                              | Puchar Narodów Afryki 2021                |
| 14                           | 14.01.2022                   | Jaunde                       | Gabon                        | Ghana                        | 1:1                          |                              | Puchar Narodów Afryki 2021                |
| 15.                          | 18.01.2022                   | Garoua                       | Ghana                        | Komory                       | 2:3                          | Gol                          | Puchar Narodów Afryki 2021                |
| 16.                          | 25.03.2022                   | Kumasi                       | Ghana                        | Nigeria                      | 0:0                          |                              | Mistrzostwa Świata 2022 – eliminacje      |
| 17.                          | 29.03.2022                   | Abudża                       | Nigeria                      | Ghana                        | 1:1                          |                              | Mistrzostwa Świata 2022 – eliminacje      |
| 18.                          | 23.09.2022                   | Hawr                         | Brazylia                     | Ghana                        | 3:0                          |                              | Mecz towarzyski                           |
| 19.                          | 24.11.2022                   | Doha                         | Portugalia                   | Ghana                        | 3:2                          |                              | Mistrzostwa Świata 2022                   |
| 20.                          | 28.11.2022                   | Ar-Rajjan                    | Korea Południowa             | Ghana                        | 2:3                          |                              | Mistrzostwa Świata 2022                   |
| 21.                          | 23.03.2023                   | Kumasi                       | Ghana                        | Angola                       | 1:0                          |                              | Puchar Narodów Afryki 2023 – kwalifikacje |
| 22.                          | 07.09.2023                   | Kumasi                       | Ghana                        | Republika Środkowoafrykańska | 2:1                          |                              | Puchar Narodów Afryki 2023 – kwalifikacje |
| 23.                          | 12.09.2023                   | Akra                         | Ghana                        | Liberia                      | 3:1                          |                              | Mecz towarzyski                           |

## Sukcesy

### Indywidualne
- Piłkarz roku w Ghanie (1×): 2022[17]